# Aqueront
L'Aqueront (grec: Αχέροντας, Akherondas; en grec antic: Ἀχέρων) és un riu de Grècia que neix a la regió de l'Epir i desemboca a la mar Jònica, davant l'illa de Gaios. És conegut perquè, a l'antiguitat, era considerat l'entrada a l'Inframon.
Segons la mitologia grega, Aqueront fou un déu fluvial, fill d'Hèlios i de Gea. Tenia una mainadera que es deia Mormo, o Mormòlice. Fou transformat en riu i precipitat al Tàrtar perquè havia donat aigua als titans (o als gegants) que lluitaven contra els olímpics durant la titanomàquia.
A l'Odissea apareix en una descripció del món subterrani dels Infens, juntament amb els rius Flegetont i Cocit. És el riu que han de travessar les ànimes per arribar a l'Hades, després de passar per la llacuna Aquerúsia. Les seues aigües, amargues i tèrboles, gairebé estancades, amb unes ribes fangoses i cobertes de canyissars, eren el camí per on la barca de Caront conduïa els difunts a la seua llar definitiva. És per això que el nom d'Aqueront fou donat més tard, en sentit general, al món inferior.